# Домашовское сельское поселение
Домашо́вское сельское поселение — муниципальное образование в северо-западной части Брянского района Брянской области. Центр — деревня Домашово.
Образовано в результате проведения муниципальной реформы в 2005 году, путём преобразования дореформенного Домашовского сельсовета.

## Население
| 2010 | 2011 | 2012 | 2013 | 2014 | 2015 | 2016 | 2017 | 2018 |
| ---- | ---- | ---- | ---- | ---- | ---- | ---- | ---- | ---- |
| 698  | ↗699 | ↗703 | →703 | ↘701 | ↘696 | ↗700 | ↘685 | ↘668 |
| 2019 | 2020 | 2021 |      |      |      |      |      |      |
| ↗674 | ↘672 | ↗676 |      |      |      |      |      |      |

## Населённые пункты
| № | Населённый пункт | Тип     | Население |
| - | ---------------- | ------- | --------- |
| 1 | Домашово         | село    | ↘596      |
| 2 | Дорожово         | село    | ↗13       |
| 3 | Новониколаевка   | деревня | ↗94       |
| 4 | Старые Умысличи  | деревня | →0        |